# Edeltraud Hanappi-Egger
Edeltraud Hanappi-Egger (* 18. Jänner 1964 in Eisenstadt) ist eine österreichische Informatikerin und Universitätsprofessorin. Hanappi-Egger ist derzeit Professorin für „Gender and Diversity in Organizations“ an der Wirtschaftsuniversität Wien und war von Oktober 2015 bis September 2023 Rektorin eben jener Universität.

## Ausbildung
Hanappi-Egger, aufgewachsen nahe Reutte in Tirol, studierte von 1982 bis 1987 Informatik an der Technischen Universität Wien. Daran schloss sie ein Doktoratsstudium an derselben Universität an, mit Forschungsaufenthalten in Schweden und Kanada. 1990 promovierte sie und wurde gleich darauf zur Lehrbeauftragten an der TU Wien ernannt.

## Akademische Karriere
Von 2002 bis 2004 lehrte sie als Gastprofessorin an der Wirtschaftsuniversität Wien und übernahm die Leitung der Abteilung „Gender and Diversity in Organizations“. Seit 2004 ist sie Universitätsprofessorin für „Gender and Diversity in Organizations“. Von 2006 bis 2009 war sie Vorsitzende des Senats der WU Wien, von 2008 bis 2013 Universitätsrätin an der Technischen Universität Graz. Im Dezember 2009 übernahm sie den Vorsitz der CEMS-Faculty Group „Gender and Diversity Management“. Ab 2012 war Hanappi-Egger Vorständin des Departments für Management und bis 2013 auch Programmdirektorin für das Masterprogramm.
Sie war Vorsitzende des Verbandes der Professorinnen und Professoren der WU. Außerdem arbeitet Hanappi-Egger an zahlreichen Projekten wie etwa „Global Value – Assessing the Impacts of Multinational Corporations on Global Developement and Value Creation“, welches in Kooperation mit dem Kompetenzzentrum für Nachhaltigkeit durchgeführt wird.
Am 26. Jänner 2015 wurde bekannt gegeben, dass sie ab 1. Oktober 2015 die Nachfolge von Christoph Badelt antritt und Rektorin der Wirtschaftsuniversität Wien wird. Im Juni 2018 wurde sie von Senat und Universitätsrat für eine zweite Funktionsperiode, bis September 2023, wiedergewählt.
Von Juni 2016 bis Dezember 2017 war Hanappi-Egger Vizepräsidentin der Österreichischen Universitätenkonferenz.
Im Dezember 2017 wurde ihr Projekt „uLiKe - universitäre Leistungsbewertung im Kontext entwickeln“ mit dem Diversitas Staatspreis ausgezeichnet. In diesem Projekt wird ein Konzept der relativierten Leistungsbewertung entwickelt, das inzwischen bei Ausschreibungen an der Wirtschaftsuniversität Wien eingesetzt wird. Die Publikationsleistung wird darin im Kontext der jeweiligen Biografie beurteilt. So wird der Forschungsoutput in Verhältnis zum „akademischen Alter“ gesetzt – den wissenschaftlichen Jahren nach Abschluss des Doktorats.
Seit Juni 2019 ist Hanappi-Egger Mitglied des Board of Trustees der Central European University. Am 12. Dezember 2022 wurde Rupert Sausgruber zu ihrem Nachfolger als Rektor der Wirtschaftsuniversität Wien ab dem 1. Oktober 2023 gewählt.

## Weitere Funktionen
Hanappi-Egger ist Vorsitzende des Aufsichtsrats der Museen der Stadt Wien.

## Auszeichnungen
- 2016: Tirolerin des Jahres (aufgewachsen im Tiroler Außerfern)[9]
- 2019: Ehrendoktorat der Université catholique de Louvain
- 2024: Großes Goldenes Ehrenzeichen für Verdienste um die Republik Österreich

## Sonstiges
Hanappi-Egger ist Mitglied des Vorstandes der Jubiläumsstiftung der Wirtschaftsuniversität Wien. 
Sie ist verheiratet und hat ein Kind. Ihr Schwiegervater Gerhard Hanappi war Fußballspieler und Architekt des Gerhard-Hanappi-Stadions. Unter Präsident Alexander Wrabetz wurde sie im November 2022 Vizepräsidentin des SK Rapid Wien.